# С'Унгрони
С'Унгрони је насеље у Италији у округу Ористано, региону Сардинија.
Према процени из 2011. у насељу је живело 38 становника. Насеље се налази на надморској висини од 9 м.